# Batalha de Donets
A Batalha de Donets foi uma série de esforços militares que tomaram lugar em maio de 2022, notavelmente de 5 a 13 de maio, na frente Lyman–Severodonetsk da batalha em Donbas. Foi parte da longa ofensiva do leste da Ucrânia durante a invasão do país pela Rússia.
As forças russas da 74.ª Brigada de Rifles Motorizados Separada da 41.ª Armada Combinada foram derrotadas por tanques da 30.ª Brigada Mecanizada e pela artilharia da 17.ª Brigada de Tanques das Forças Armadas da Ucrânia, à medida que os russos tentavam atravessar o rio Donets perto das aldeias de Dronivka, Bilohorivka e Serebrianka.
As forças ucranianas haviam conseguido repelir várias tentativas de travessia do rio pelas forças russas anteriormente. No entanto, a destruição de todo um batalhão tático em 10 de maio foi descrita como "o confronto mais mortal da guerra" até então e foi um "desastre" para o exército russo.

## Antecedentes
O Donets, o quarto rio mais longo da Ucrânia e o mais longo do leste do país, há muito tempo era considerado uma linha estratégica de defesa para o exército ucraniano durante a Guerra Russo-Ucraniana. Sendo o rio mais extenso da região, o controle do Donets também significava a capacidade de manobrar livremente equipamentos militares para o norte e sul ao longo do curso do rio, afetar a agricultura regional e controlar o abastecimento de água para cidades-chave, como Severodonetsk, Lysychansk, Carcóvia e outras.
Durante a batalha em Donbas, as forças russas avançaram a partir da linha de contato de 2014 em direção à cidade de Lyman, como parte de uma tentativa mais ampla de cercar uma saliência que continha mais de 40 mil soldados ucranianos. O rio Donets era o maior obstáculo natural que se interpunha à ofensiva russa. As tentativas russas de atravessar o rio em outros locais, algumas bem-sucedidas, envolveram o uso de pontes flutuantes para facilitar o transporte de tropas e equipamentos através do rio.

## Batalha
Durante a madrugada do dia 5 de maio, o exército russo, após um bombardeio de artilharia, tentou fazer uma travessia do rio em Dronivka, mas foram repelidos por tropas e tanques ucranianos. Dois tanques ucranianos da 30.ª Brigada Mecanizada enfrentaram pelo menos quatro BMP russos, duas embarcações e dois esquadrões de infantaria a uma distância de 1.200 metros, impedindo o avanço.
Em 8 de maio, as forças russas construíram uma ponte flutuante sobre o Donets em Bilohorivka. Milhares de soldados, tanques e outros veículos militares se preparavam para atravessar para a margem oeste do rio como parte de seu avanço em direção a Lyman.
No mesmo dia, a 17.ª Brigada de Tanques ucraniana enviou uma equipe de reconhecimento para a margem oeste do rio para observar o progresso russo na área. As tropas russas lançaram granadas de fumaça na área, criando dificuldades na visibilidade. Para combater isso, as forças ucranianas implantaram drones, identificando com sucesso a ponte flutuante de manhã cedo. Essas informações foram transmitidas para a Força Aérea da Ucrânia e para as unidades de artilharia estacionadas na área, que bombardearam a ponte com uma combinação de ataques aéreos e de artilharia. A ponte foi confirmada como destruída em 10 de maio. A infantaria ucraniana afirmou que 30 veículos foram destruídos e outros 40 ficaram inutilizados pelo fogo da artilharia, totalizando 70 em toda essa travessia. As forças ucranianas destruíram quatro pontes separadas somente no local de Bilohorivka.

## Baixas
De acordo com o Instituto para o Estudo da Guerra (ISW), dos aproximadamente 550 soldados russos que participaram da tentativa de travessia perto de Bilohorivka, 485 foram mortos ou feridos, e mais de 80 peças de equipamento russo foram destruídas. O The Times estimou que mais de 1 mil soldados foram mortos durante a batalha no Donets, enquanto a Newsweek citou as alegações ucranianas de até 1.500 soldados mortos em 10 de maio durante um contra-ataque ucraniano e um intenso ataque aéreo.

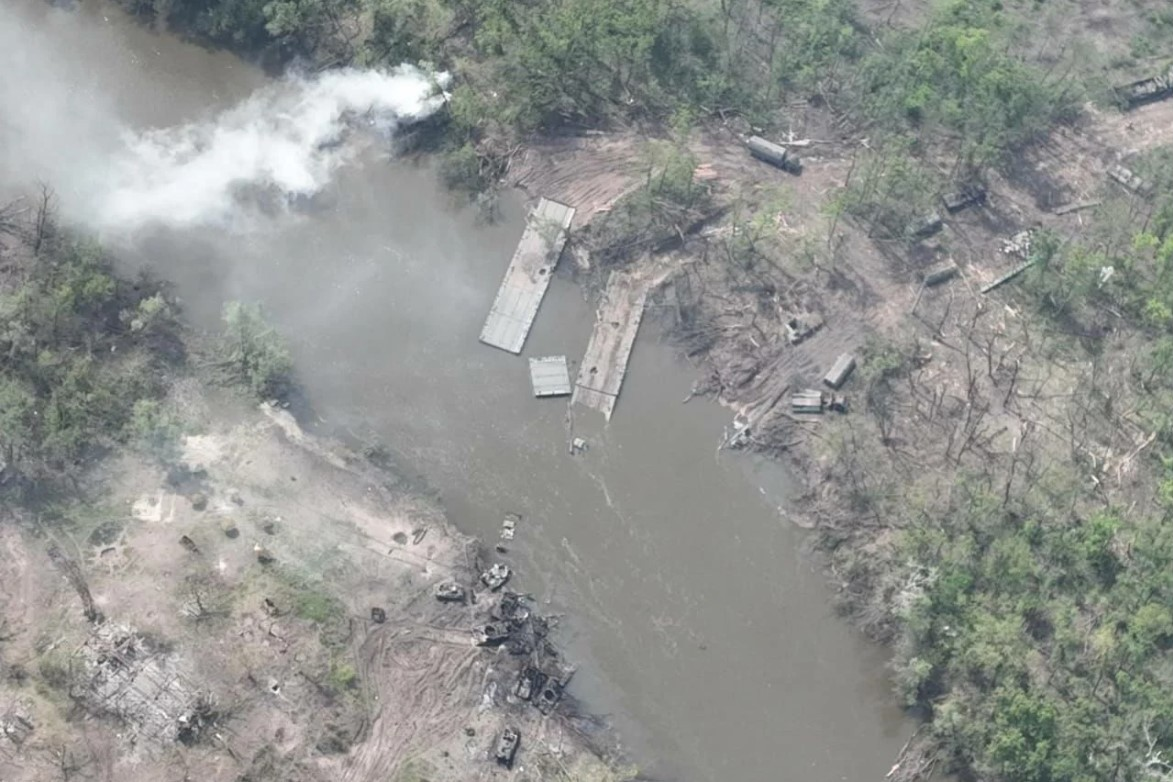
Uma das pontes flutuantes russas destruída após os ataques ucranianos

No total, quatro pontes foram construídas e três cabeças de ponte foram estabelecidas: uma em Dronivka, duas em Bilohorivka e outra em Serebrianka. Toda a batalha durou oito dias (de 5 de maio a 13 de maio), durante os quais todas as pontes e cabeças de ponte foram destruídas pelo exército ucraniano. No total, dois BTG russos foram relatados como destruídos e derrotados.
Segundo Serhiy Haidai, governador do oblast de Lugansk, durante a batalha, os ucranianos destruíram tanques russos, veículos blindados, equipamentos de ponte, helicópteros e lanchas rápidas. Haidai afirmou que as forças ucranianas destruíram dois BTG russos, totalizando quase mil soldados.
Outra fonte relatou as perdas russas como sendo de pelo menos seis tanques, quatorze veículos blindados BMP de infantaria, sete veículos anfíbios MT-LB, cinco outros veículos blindados e um rebocador. Cálculos baseados em imagens de drones apontaram para 73 veículos e equipamentos russos destruídos.
Em 11 de maio de 2022, o comandante da 12.ª Brigada de Engenharia, Denis Kozlov, foi morto, tornando-se o segundo comandante dessa brigada morto em dois meses de combate, e o 42.º coronel russo perdido durante a fase de invasão da guerra.

## Reações e análise
Devido à natureza sangrenta e custosa da travessia do rio, a batalha atraiu significativa atenção da mídia. Surpreendentemente, a batalha atraiu críticas às Forças Armadas da Rússiaq de proeminentes milbloggers pró-russos. Um desses blogueiros, Yuri Podolyaka, escreveu online: "A gota d'água que sobrecarregou minha paciência foram os eventos em torno de Bilohorivka, onde devido à estupidez - enfatizo, por causa da estupidez do comando russo - pelo menos um grupo tático de batalhão foi queimado, possivelmente dois". Podolyaka também afirmou que o Exército da Rússia carecia de armas e equipamentos necessários para lutar e criticou os líderes militares russos por repetirem os mesmos erros ao longo da invasão. Outro blogueiro proeminente chamado Starshe Eddy chamou as ações dos comandantes de "não idiotice, mas sabotagem direta". Um terceiro blogueiro chamado Vladlen Tatarski também foi muito crítico em relação aos comandantes russos e suas táticas, escrevendo: "Até que tenhamos o nome completo do gênio militar que colocou um G.T.B. à beira do rio e ele responda por isso publicamente, não teremos tido nenhuma reforma militar". O ISW afirmou que essas críticas diretas de blogueiros pró-russos podem ser significativas, pois podem alimentar dúvidas sobre a fé do povo russo em seus líderes militares e na guerra.
Analistas militares ficaram surpresos com a falta de bom senso tático na tentativa de travessia do rio. Esses analistas especulam que os comandantes russos podem ter apressado a operação em uma tentativa desesperada de fazer algum tipo de progresso militar. Eles também sugeriram que a batalha mostrou a desordem dentro das fileiras russas.